# طامح (اسم)
طامح هو اسم علم مذكر من أصل عربي، ومعناه هو المتطلع إلى الأفضل المستشرف بنظره المتباهي الشامخ بأنفه الراغب بالأحسن.

## وصلات خارجية
- موسوعة السلطان قابوس لأسماء العرب نسخة محفوظة 5 أبريل 2019 على موقع واي باك مشين.